# Sirka Schwartz-Uppendieck
Sirka Schwartz-Uppendieck (* 25. Mai 1965 in Hamburg) ist eine deutsche Kirchenmusikerin, Organistin und Pianistin. Sie ist Kirchenmusikdirektorin in Fürth.

## Leben
Ihre pianistische Ausbildung begann Sirka Schwartz-Uppendieck bei Johanna Wiedenbach, ihr Orgelstudium an der Musikhochschule Hamburg bei Heinz Wunderlich, dem letzten Vertreter der Straube-Schule. An der Musikhochschule Lübeck setzte sie bei Eberhard Lauer (Orgel) und Conrad Hansen (Klavier) ihre Ausbildung fort. Meisterkurse besuchte sie bei Martin Behrmann, André Isoir, Günther Kaunzinger, Daniel Roth, Gerd Wachowski und Christiane Michel-Ostertun. Ihre Studien schloss sie mit dem Konzertexamen und dem A-Examen ab. Seit 1997 ist Sirka Schwartz-Uppendieck Kantorin für die Evangelischen Altstadtkirchen in Fürth (Auferstehungskirche im Stadtpark, St. Paul und St. Michael), seit 2011 Kirchenmusikdirektorin. 2014 erhielt sie den Sonderpreis Kultur der Stadt Fürth.
Zu ihren Arbeitsschwerpunkten gehören das Klassische Orgelrepertoire ebenso wie die Bereiche Gospel und Chanson, Romantische Klaviermusik und Zeitgenössische Musik. Zahlreiche Werke, von der Orgeltoccata bis hin zum Oratorium, entstanden auf ihre Anregung und wurden von ihr uraufgeführt.
Im Jahr 2000 begründete Sirka Schwartz-Uppendieck die Fürther Komponistinnenkonzerte, in denen sie Musik von Frauen aus allen Epochen der Musikgeschichte vorstellt.

## Uraufführungen (Auswahl)
- Holmer Becker: Ciacona (2012); Du hochgebaute Stadt (2012)
- Helmut Bieler: Bewegte Flächen (2002); Hannas Dank und Ruths Klage (2010)
- Mercè Capdevila: Fons de mar (2003)
- Dorothee Eberhardt: Konzert für Klavier und Streichorchester (2012/13); Goin’ up (2013, Klavierlieder), Revolte (2016/17, Orchesterlied)
- Volker Felgenhauer: Im Licht verborgen… (2003); Invokation (2007); Credo (2008); Das erste Gebot (2009, Raummusik mit Tanz); Diptychon (2011, Klavierkonzert); Am Fluss (2012)
- Hans Gebhard: Der verlorene Sohn (2015)
- Barbara Heller: Choral für Elke Mascha Blankenburg (2013); Lieder (2014)
- Dorothea Hofmann: Maria von Magdala (2010); Symphoniae sacrae I&II,1 (2012/14); Komm, Gott Schöpfer, heiliger Geist (2012, Orgeltoccata); Debora (2013, Oratorium); Elias (2013); Olympia Fulvia Morata (2014, Kantate); Der Ackermann aus Böhmen (2015, Bühnenmusik für Orgel); Hulda (2015, Prophetische Szene); Donum divinum (2016/17, Orgelkonzert), Kreuzweg (2018), …wie ein Smaragd (2019)
- Eva-Maria Houben: sarah (2010, Raummusik); maria magdalena (2010/11, Klangbilder für Ensemble)
- Horst Lohse: Cave cave Dominus videt (2011/12, Rezital); Fremder Vogel (2011/12, aus: Sabelita-Szenen)
- Karola Obermüller: …incalzando… (2001); Protuberanzen I&II (2001/02)
- Vivienne Olive: Sang an Sancta Barbara (1996/2007)
- Monika Roscher: Dies irae (2017)
- Grazia Salvatori: Tu scendi dalle stelle (2003); Meditatio super „Victimae Paschali laudes“ (2004)
- Maria Scharwieß: Waiting for the sun (2005); Variationen über „Christ lag in Todesbanden“ (2011/12)
- Silvia Sommer: Variationes para x y organo (1996)
- Uwe Strübing: Aber die Wüste wird blühen wie die Lilien… (2000); Thomasfragen auf der Himmelsleiter (1999); Il canto rovinato (2001); Dem Unendlichen (2003); EUMusik (2006); Drei Tage (2007/15); „Und ihnen ward Macht gegeben…“ – Die apokalyptischen Reiter (2009); Aria con preludio (2010); In Between (2011, Sonatine); Les esprits follets (2011, Konzert für Orgel, Vokal-Soli und Orchester); Maria Magdalena (2012, Kantate); Der Turmbau zu Babel (2015); Erkenntnis (2016); Harfenwald (2011/16, Rezital)
- Tina Ternes: Magdalenen-Lieder (2015); Gesang der Argula (2016, Kantate), Judith-Lieder (2017), Rahel-Lieder (2020)
- Thilo Wolf: Prayer from Christ ascending towards His Father (2009)

## Weblink
- Sirka Schwartz-Uppendieck